# Černovice (ort i Tjeckien, Södra Mähren)
Černovice är en ort i Tjeckien.   Den ligger i regionen Södra Mähren, i den östra delen av landet, 160 km öster om huvudstaden Prag. Černovice ligger 619 meter över havet och antalet invånare är 329.
Terrängen runt Černovice är kuperad söderut, men norrut är den platt. Černovice ligger uppe på en höjd. Runt Černovice är det ganska glesbefolkat, med 31 invånare per kvadratkilometer. Närmaste större samhälle är Boskovice, 17,1 km öster om Černovice. I omgivningarna runt Černovice växer i huvudsak blandskog.